# Степанюк, Григорий Федосеевич
Григорий Федосеевич Степанюк (09.02.1919, Черниговская область — 18.01.1945, Польша) — командир отделения артиллерийской разведки 771-го артиллерийского полка 248-й стрелковой дивизии 5-й ударной армии 1-го Белорусского фронта, младший сержант. Герой Советского Союза.

## Биография
Родился 9 февраля 1919 года в селе Каневщина ныне Прилукского района Черниговской области. Украинец. Член ВКП(б)/КПСС с 1944 года. Окончил неполную среднюю школу. С 1935 года работал на бетонном заводе в Ленинграде. В 1936—1939 годах — юнга на пароходе «Видлица» на Ладожском озере.
В 1939 году призван в ряды Красной Армии. В боях Великой Отечественной войны с июня 1941 года. Воевал на Южном, Сталинградском, 1-м и 3-м Украинских, 1-м Белорусском фронтах.
18 января 1945 года командир отделения артиллерийской разведки 771-го артиллерийского полка младший сержант Г. Ф. Степанюк, выполняя задачу по разведке, обнаружил значительные силы противника в районе железнодорожной станции Руда около города Скерневице в Польше и вызвал огонь батарей на себя. Контратака противника была сорвана.
В этом бою младший сержант Григорий Федосеевич Степанюк погиб. Похоронен на станции Руда в Польше.
Указом Президиума Верховного Совета СССР от 24 марта 1945 года за образцовое выполнение боевых заданий командования и проявленные при этом мужество и героизм младшему сержанту Григорию Федосеевичу Степанюку посмертно присвоено звание Героя Советского Союза.
Награждён орденом Ленина, медалью.